# Selenocosmia obscura
Selenocosmia obscura é uma espécie de aranha pertencente à família Theraphosidae (tarântulas).